# Licaria multinervis
Licaria multinervis là loài thực vật có hoa trong họ Nguyệt quế. Loài này được H. W. Kurz mô tả khoa học đầu tiên năm 2000.